# Boom Bang-a-Bang
A Boom Bang-a-Bang (magyarul: Bumm beng-beng) című dal volt az 1969-es Eurovíziós Dalfesztivál négy győztes dalának egyike, melyet a brit Lulu adott elő angol nyelven.

## Az Eurovíziós Dalfesztivál
A dal a február 22-én tartott brit nemzeti döntőn nyerte el az indulás jogát. A nemzeti döntőben mindegyik dalt Lulu adta elő. A dal gyors tempójú, melyben az énekesnő egy szerelmi vallomást tesz. A dalcím hevesen dobogó szívére utal.
A március 29-én rendezett döntőben a fellépési sorrendben hetedikként adták elő, az olasz Iva Zanicchi Due grosse lacrime bianche című dala után, és a holland Lenny Kuhr De troubadour című dala előtt. A szavazás során tizennyolc pontot szerzett, mely három másik dallal holtversenyben az első helyet érte a tizenhat fős mezőnyben. Ez volt az Egyesült Királyság második győzelme.
A másik három győztes a spanyol Salomé Vivo cantando című dala, a holland Lenny Kuhr De troubadour című dala és a francia Frida Boccara Un jour, un enfant című dala volt.
A következő brit induló Mary Hopkin Knock, Knock Who's There? című dala volt az 1970-es Eurovíziós Dalfesztiválon.
A következő győztes az ír Dana All Kinds of Everything című dala volt.

### Kapott pontok
| YUG                                          | LUX | ESP | MON | IRE | ITA | GBR | NED | SWE | BEL | SUI | NOR | GER | FRA | POR | FIN |   |
| Kapott pontok                                | 2   | 4   | 0   | 0   | 0   | 3   |     | 1   | 5   | 0   | 0   | 0   | 1   | 0   | 1   | 1 |
| A tábla a fellépés sorrendjében van rendezve |     |     |     |     |     |     |     |     |     |     |     |     |     |     |     |   |

## Slágerlistás helyezések
| Slágerlisták (1969) | Lh.* |
| ------------------- | ---- |
| Ausztria            | 10   |
| Belgium (Flandria)  | 4    |
| Belgium (Vallónia)  | 12   |
| Dánia               | 9    |
| Egyesült Királyság  | 2    |
| Finnország          | 10   |
| Hollandia           | 19   |
| Németország         | 8    |
| Norvégia            | 1    |
| Spanyolország       | 5    |
| Svájc               | 3    |

*Lh. = Legjobb helyezés.

## Külső hivatkozások
- Dalszöveg
- A Boom Bang-a-Bang című dal előadása a madridi döntőn. YouTube